# Thomas Grosvenor (militär)
Thomas Grosvenor, född den 30 maj 1764, död den 20 januari 1851, var en brittisk militär, utnämnd till fältmarskalk 1846. 
Grosvenor var en av Wellesleys personliga vänner, bosatt i The Warren, i Loughton, öster om Epping Forest nära London.